# Mosquée Bab Doukkala
La mosquée Bab Doukkala (en arabe : مسجد باب دكالة) est une importante mosquée de quartier à Marrakech, au Maroc, datant du XVIe siècle. Elle porte le nom de la porte voisine, Bab Doukkala, dans le rempart occidental de la médina. Elle est également connue sous le nom de Mosquée al-Hurra (ou "Mosquée de la Liberté").

## Histoire
La mosquée a été commandée par Lalla Mas'uda bint Ahmad, Reine du Maroc, épouse de Muhammad al-Sheikh (le fondateur de la dynastie saadienne ) et mère du sultan Ahmad al-Mansur de la dynastie saadienne. La construction de la mosquée a commencé en 1557-58 et s'est probablement terminée vers 1570-71, pendant le règne de Moulay Abdallah al-Ghalib . Le statut de Lalla Ma'suda, femme puissante, "libre" et indépendante, est peut-être à l'origine du surnom de la mosquée Jami 'al-Hurra ("Mosquée de la Liberté").
En 1557-58, le sultan avait ordonné que la population juive de la ville déménage dans une zone plus proche de la Kasbah (citadelle royale), entraînant la création du mellah. La construction du nouveau mellah a probablement été achevée vers 1562-1563 . Le transfert des citadins de confession juive vers le nouveau quartier a libéré une grande quantité d'espace dans la ville, ouvrant la voie à de nombreux réaménagements. La mosquée Bab Doukkala et la mosquée Mouassine, construite à la même époque, semblent avoir fait partie d'un plan plus vaste de construction de nouveaux quartiers "modèles" dans la ville . Il a été conçu dans le cadre d'un complexe religieux et civique cohérent qui comprenait, outre la mosquée elle-même, une madrasa, une bibliothèque, un hammam avec latrines et une fontaine publique pour distribuer l'eau aux habitants . Ce type de complexe architectural était sans précédent au Maroc. Il pourrait avoir été influencé par la tradition de construction de tels complexes en Égypte mamelouke et dans l'Empire ottoman.

## Galerie

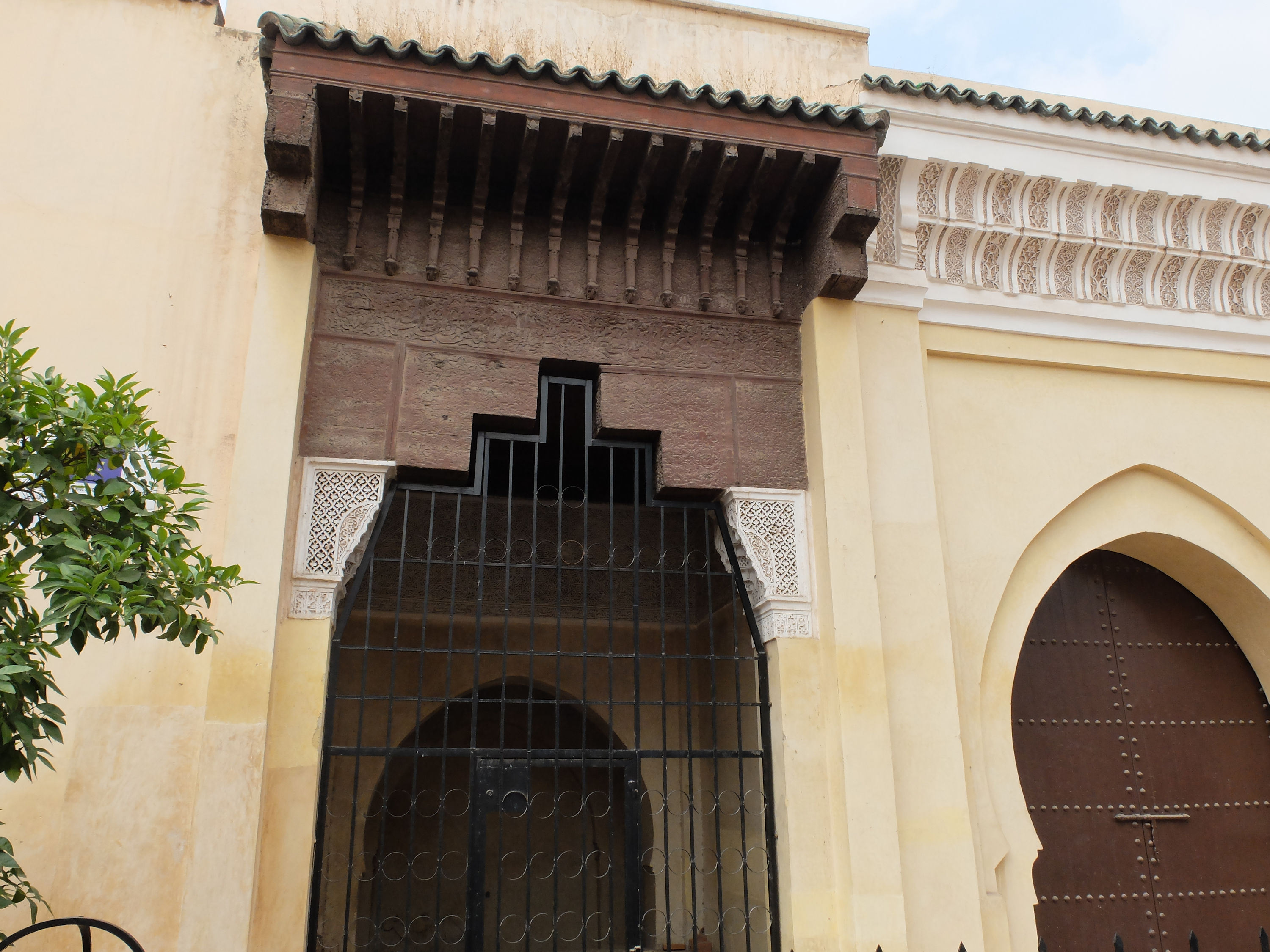
Fontaine de la mosquée Bab Doukkala
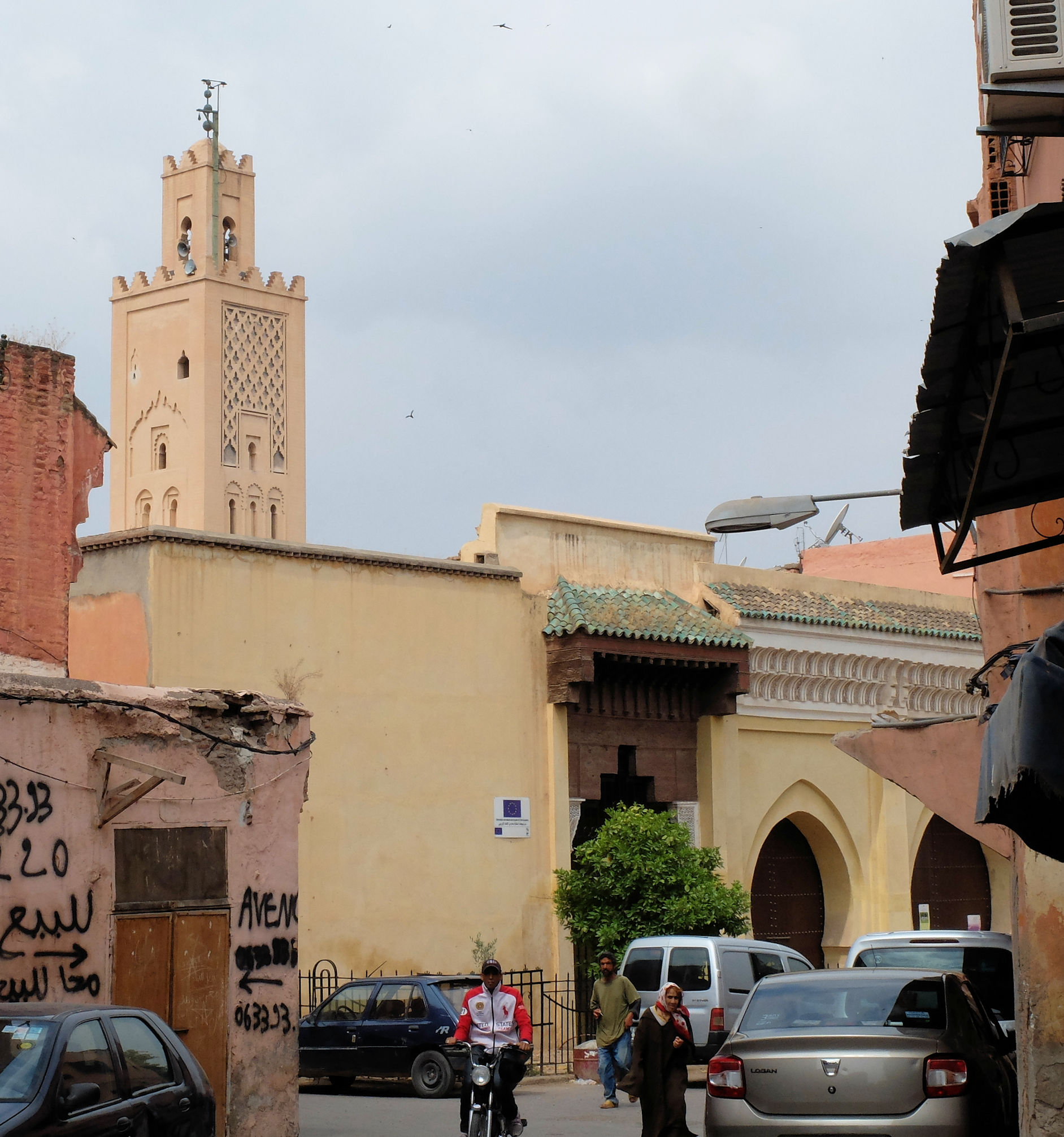
Vue du minaret et de la fontaine Bab Doukkala